# Бічвуд (Міссісіпі)
Бічвуд (англ. Beechwood) — переписна місцевість (CDP) в США, в окрузі Воррен штату Міссісіпі. Населення — 3469 осіб (2020).

## Географія
Бічвуд розташований за координатами 32°20′9″ пн. ш. 90°48′23″ зх. д. / 32.33583° пн. ш. 90.80639° зх. д. (32.335861, -90.806312).  За даними Бюро перепису населення США в 2010 році переписна місцевість мала площу 16,38 км², з яких 16,23 км² — суходіл та 0,16 км² — водойми.

## Демографія
Згідно з переписом 2010 року, у переписній місцевості мешкало 3426 осіб у 1269 домогосподарствах у складі 945 родин. Густота населення становила 209 осіб/км².  Було 1435 помешкань (88/км²).
Расовий склад населення:
| - 56,0 % — білих - 41,3 % — чорних або афроамериканців - 1,0 % — азіатів - 0,2 % — корінних американців |

До двох чи більше рас належало 0,9 %. Частка іспаномовних становила 2,6 % від усіх жителів.
За віковим діапазоном населення розподілялося таким чином: 28,1 % — особи молодші 18 років, 60,1 % — особи у віці 18—64 років, 11,8 % — особи у віці 65 років та старші. Медіана віку мешканця становила 35,7 року. На 100 осіб жіночої статі у переписній місцевості припадало 87,4 чоловіків;  на 100 жінок у віці від 18 років та старших — 85,2 чоловіків також старших 18 років.
Середній дохід на одне домашнє господарство  становив 66 680 доларів США (медіана — 45 313), а середній дохід на одну сім'ю — 71 449 доларів (медіана — 52 303). За межею бідності перебувало 15,6 % осіб, у тому числі 24,8 % дітей у віці до 18 років та 0,9 % осіб у віці 65 років та старших.
Цивільне працевлаштоване населення становило 1907 осіб. Основні галузі зайнятості: освіта, охорона здоров'я та соціальна допомога — 23,5 %, науковці, спеціалісти, менеджери — 13,7 %, мистецтво, розваги та відпочинок — 13,0 %.